# Lispocephala trochanterata
Lispocephala trochanterata är en tvåvingeart som beskrevs av Malloch 1935. Lispocephala trochanterata ingår i släktet Lispocephala och familjen husflugor. Inga underarter finns listade i Catalogue of Life.